# Acueducto de Elan
El acueducto de Elan (en inglés: Elan aqueduct) es un acueducto que cruza Gales y la región central de Inglaterra, en dirección este desde los embalses del valle Elan en Mid Wales al embalse Frankley de Birmingham, llevando agua potable a la ciudad de Birmingham.
El acueducto transporta enormes cantidades de agua través de los campos de Mid-Wales, al norte de Herefordshire, al sur de Shropshire y por West Midlands a través de once grandes valles de ríos. Tiene una longitud de 117 km, y el agua viaja a menos de tres km por hora, lo que supone un trayecto de día y medio entre Elan y Birmingham.
Las obras se iniciaron en 1896 a cargo del Birmingham Corporation Water Department, cuando se construyó el primer tramo de 21 km en el valle de Elan. Posteriormente fueron ampliando el acueducto a través de contratistas externos que usaron tres tipos distintos de construcción, según la naturaleza de los terrenos.
El acueducto se abrió por primera vez en 1906, con dos tubos de 106,68 centímetros de diámetro. Entre 1919 y 1961 se añadieron dos tubos más de 152,4 centímetros.